# Lirata daguerrei
Lirata daguerrei är en stekelart som beskrevs av Gemignani 1937. Lirata daguerrei ingår i släktet Lirata och familjen Eucharitidae. Inga underarter finns listade i Catalogue of Life.